# خاوروکی
خاوروکی (به لهستانی:  Hawryłki) یک روستا در لهستان است که در گمینا بوتشکی واقع شده‌است.